# 269 Justitia
269 Justitia је астероид главног астероидног појаса. Приближан пречник астероида је 53,62 km,
а средња удаљеност астероида од Сунца износи 2,617 астрономских јединица (АЈ).
Инклинација (нагиб) орбите у односу на раван еклиптике је 5,479 степени, а орбитални период износи 1546,737 дана (4,234 године). Ексцентрицитет орбите астероида износи 0,212.
Апсолутна магнитуда астероида износи 9,50 а геометријски албедо 0,097.
Астероид је откривен 21. септембра 1887. године.